# ریدله باکو
بوته ریدله انزوزی باکو (انگلیسی: Bote Ridle Nzuzi Baku؛ زادهٔ ۸ آوریل ۱۹۹۸) بازیکن فوتبال اهل آلمان است.
از باشگاه‌هایی که در آن بازی کرده‌است می‌توان به باشگاه ماینتس ۰۵ و وولفسبورگ اشاره کرد.
وی همچنین در تیم‌های ملی فوتبال جوانان آلمان، زیر ۲۰ سال آلمان، زیر ۲۱ سال آلمان، و بزرگسالان آلمان بازی کرده‌است.